# راسل فن هوت
راسل فن هوت (انگلیسی: Russell Van Hout؛ زادهٔ ۱۵ ژوئن ۱۹۷۶) دوچرخه‌سوار اهل استرالیا است.